# Incrostazione

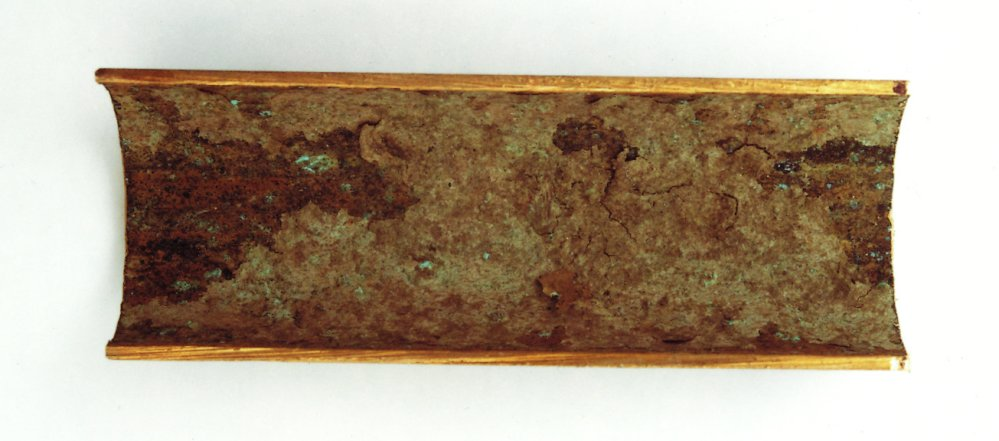
Tubo di un condensatore in cui sono visibili residui di biofouling.

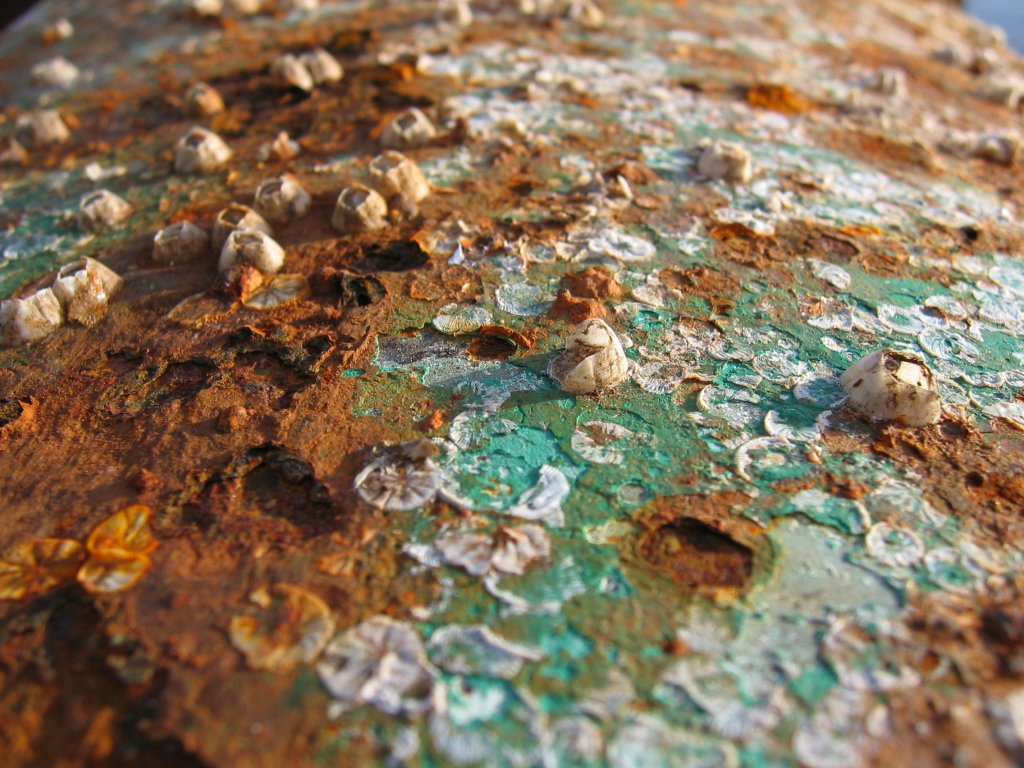
Corrosione dovuta al biofouling.

Il termine incrostazione (in inglese fouling) si riferisce al deposito di particolato su superfici o setti di cui compromette la funzionalità.
Il fenomeno può essere dovuto all'accumulo e deposito di organismi viventi, animali e vegetali sia unicellulari sia pluricellulari (bio-incrostazione), o di altre sostanze non-viventi (organiche o inorganiche).
In particolare, "incrostazione marina" si riferisce alle incrostazioni che ricoprono la superficie degli oggetti rimasti sommersi in ambiente acqueo e marino, come le carene delle barche, i manufatti in pietra, metallo, legno nonché le strutture in calcestruzzo direttamente bagnate dal mare. 
L'incrostazione può creare condizioni anaerobiche e rendere possibile l'attacco dei batteri solfato-riduttori o condizioni di aerazione differenziata e quindi di corrosione localizzata.
In alcuni casi può invece proteggere il metallo sottostante, ricoprendolo con un deposito calcareo che impedisce l'apporto di ossigeno alla superficie del metallo.
È anche una causa di disattivazione dei catalizzatori.

## Bio-incrostazione
Si può presentare in due forme distinte: la prima è il microfouling o slime, e consiste nella formazione del biofilm, cioè una sottile pellicola biologica costituita da microrganismi che danno vita a un complesso micro ecosistema; la seconda forma è il macrofouling, costituito dagli insediamenti di organismi superiori incrostanti al di sopra del primo strato di biofilm.

### Microfouling
Il biofilm è composto progressivamente da:
- batteri;
- alghe unicellulari;
- cianobatteri.

La presenza del microfouling può causare:
- biocorrosione;
- contaminazione batterica di ambienti sterili;
- diffusione di microrganismi patogeni;
- perdita di efficienza di scambio termico.

### Macrofouling
A seconda degli organismi viventi si avrà:
- l'hardfouling: nel caso ad esempio di mitili
- il softfouling: nel caso ad esempio di spugne, anemoni, alghe.

La presenza del macrofouling può causare:
- riduzione del flusso idrico nelle condotte a seguito di parziale o totale occlusione delle tubazione;
- appesantimento strutturale a seguito delle formazione delle incrostazioni.

Il solo microfouling è caratteristico delle acque dolci, mentre in ambiente marino si determina più frequentemente anche la formazione del macrofouling.

## Sul cemento armato
Nel caso dei calcestruzzi armati l'incrostazione è una delle forme di attacco biologico che causano il degrado del materiale.
L'azione aggressiva è dovuta alla produzione di acidi organici, che vengono generati attraverso il metabolismo di alcuni macro e microrganismi componenti la crosta, che neutralizzano l'alcalinità del conglomerato e depassivano le armature innescandone così la corrosione.

## Sulle membrane
Nei processi a membrana, il deposito di materia sulla superficie della membrana è la causa principale della progressiva riduzione del flusso di permeato con peggioramento delle prestazioni del processo.
Il deposito di materia sulla superficie della membrana si può distinguere in:
- scaling: provocato dalla precipitazione di sali poco solubili a seguito della concentrazione dei sali nell'alimento (nanofiltrazione e osmosi inversa)
- fouling: trasporto di materia particolata sulla superficie della membrana (particulate fouling) o crescita di materia biologica sulla superficie (biofuling'')

Tale riduzione può essere contrastata attraverso l'impiego di scale inhibitor o antiscalant (nel caso di scaling) e tramite frequente procedura di lavaggio con acqua trattata e contro lavaggio giornaliero più intenso, coadiuvato dall’impiego di agenti chimici (es NaClO per biofuling , NaOH per fouling organico e H2SO4 per fouling inorganico), detto Chemical Ehanced Backwash (CEB). Si può ricorrere ad un lavaggio straordinario da effettuare alcune volte all'anno (una volta 1 – 6 mesi) nel caso si osservi un significativo incremento della pressione trans membranale (TMP) e il CEB non sia sufficiente a ripristinare la situazione originale. Tale secondo lavaggio chimico è detto Clean In Place (CIP), utilizza gli stessi agenti chimici del CEB oltre a detergenti.
Nel caso tali accorgimenti non ripristinino il flusso previsto da progetto, l'impianto opera al di sotto delle proprie potenzialità ed è soggetto a una frequenza elevata di sostituzione delle membrane.
L'incrostazione deriva dalla deposizione e dall'accumulo di particelle submicroniche sulla superficie della membrana e dalla cristallizzazione e precipitazione di soluto sulla superficie e tra i pori della membrana stessa.
In generale la formazione del fouling nelle acque di alimento di un generico impianto a membrana dipende dai seguenti parametri:
- proteine e macromolecole organiche: in concentrazione elevata nei pressi della superficie della membrana creano un effetto gel; si realizza cioè nei pressi della superficie della membrana uno strato gelatinoso che forma una membrana dinamica che aumenta la resistenza al passaggio del permeato;
- microorganismi: formano anch'essi strati, detti biofilm (biofouling), sulla membrana che nella maggioranza dei casi interferiscono col processo di filtrazione;
- sali: i sali disciolti poco solubili possono agire in due modi opposti: da un lato contribuiscono allo sporcamento precipitando sulla membrana (scaling), dall'altro aumentano la forza ionica della soluzione, contribuendo a disperdere le proteine;
- pH: agisce sulle proteine e sulla loro solubilità e sulla precipitazione dei sali;
- velocità di flusso e turbolenza: se elevate aiutano a diminuire le incrostazioni;
- pressione: si è rilevato che il flusso idrico aumenta all'aumentare del gradiente di pressione agente sulle due facce della membrana filtrante, finché non si forma lo strato di gel; a questo punto un ulteriore aumento della pressione causa una diminuzione del flusso in quanto esercita un'azione di compattamento sul gel stesso;
- concentrazione di alimentazione: se è elevata si ha un fluido denso, con maggiore viscosità e con peggiori caratteristiche di diffusività di materia.

## Significato impiantistico

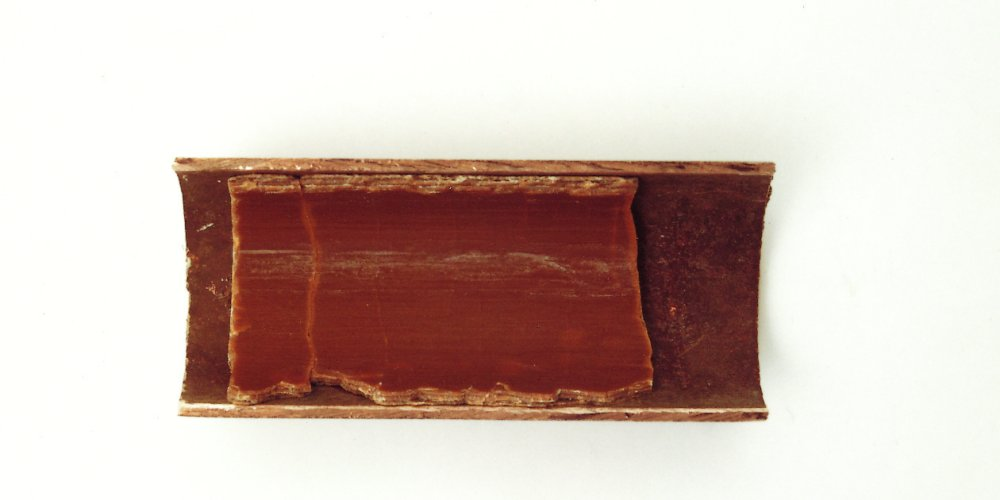
Parete interna di un tubo ricoperta di calcare.

Dal punto di vista impiantistico (ad esempio nell'ambito dell'ingegneria chimica), con questo termine si intende lo sporcamento progressivo delle pareti interne dei tubi per il convogliamento dei fluidi (o all'interno di apparecchiature chimiche), dovuto ad esempio a incrostazioni calcaree o depositi di particelle sospese nel fluido. Il processo di incrostazione determina un peggioramento dello scambio termico, abbassando il coefficiente di scambio termico globale, e nei casi più gravi può portare al rigonfiamento (o "bugnatura") e esplosione del tubo. Inoltre il processo modifica la rugosità del tubo, e quindi aumenta le perdite di carico subite dal fluido.
Alcuni fattori che influenzano l'incrostazione sono la temperatura del fluido (a temperature elevate il processo di formazione di calcare nell'acqua è accelerato) e altre proprietà chimico-fisiche del fluido (ad esempio la durezza dell'acqua), ma anche la geometria del piping (ad esempio la presenza di gomiti o strozzature) gioca un ruolo essenziale.